# Kanár divoký
Kanár divoký (Serinus canaria) je druh menšího ptáka z čeledi pěnkavovitých.

## Popis
- Délka těla: 12,5 cm
- Délka křídla: 71–77 mm
- Hmotnost: 15–20 g

Divoký kanár je o něco větší než zvonohlík zahradní. Svrchní strana těla a boky jsou hnědě čárkované. Samec má žluto zelenou hlavu i hruď a žluté čelo, tváře a nadoční proužek. Kostřec je sytě žlutý. Spodek těla je bělavě světlý. Samice je zbarvená podobně, ale barvy jsou méně výrazné, hlava je šedivější a prsa jsou naspodu méně žlutá. Mladí ptáci jsou hnědí s tmavším žíháním.

## Ekologie
Kanár divoký žije ještě dnes na Kanárských ostrovech, Azorách a Madeiře. Typickým biotopem jsou zahrady, vinice a křovinaté stráně. Jeho zpěv je příjemné cvrlikání, které ovšem nelze srovnávat se zpěvem dnešních šlechtěných kanárů. Vyhýbá se bezlesým krajinám, protože k úspěšnému hnízdění potřebuje stromy nebo keře. Hnízdo staví většinou samice. K vystýlání stavby z mechu a větviček používá světlý materiál a bílá vlákna. Divoce žijící kanáři žijí v době hnízdění v párech, v další části roku však tvoří hejna až o padesáti jedincích, případně i více.
Divoký kanár je “bratrancem” evropského zvonohlíka zahradního (Serinus serinus). V minulosti byl některými autory považován jen za jeho zeměpisnou formu. Pravděpodobnější však je, že skutečně jde o zcela samostatný druh. Chovatelé vědí, že příbuznost obou ptáků není tak blízká, jak se na pohled zdá, protože při křížení kanára se zvonohlíkem nejsou všechny samice plodné .

## Historie domestikace

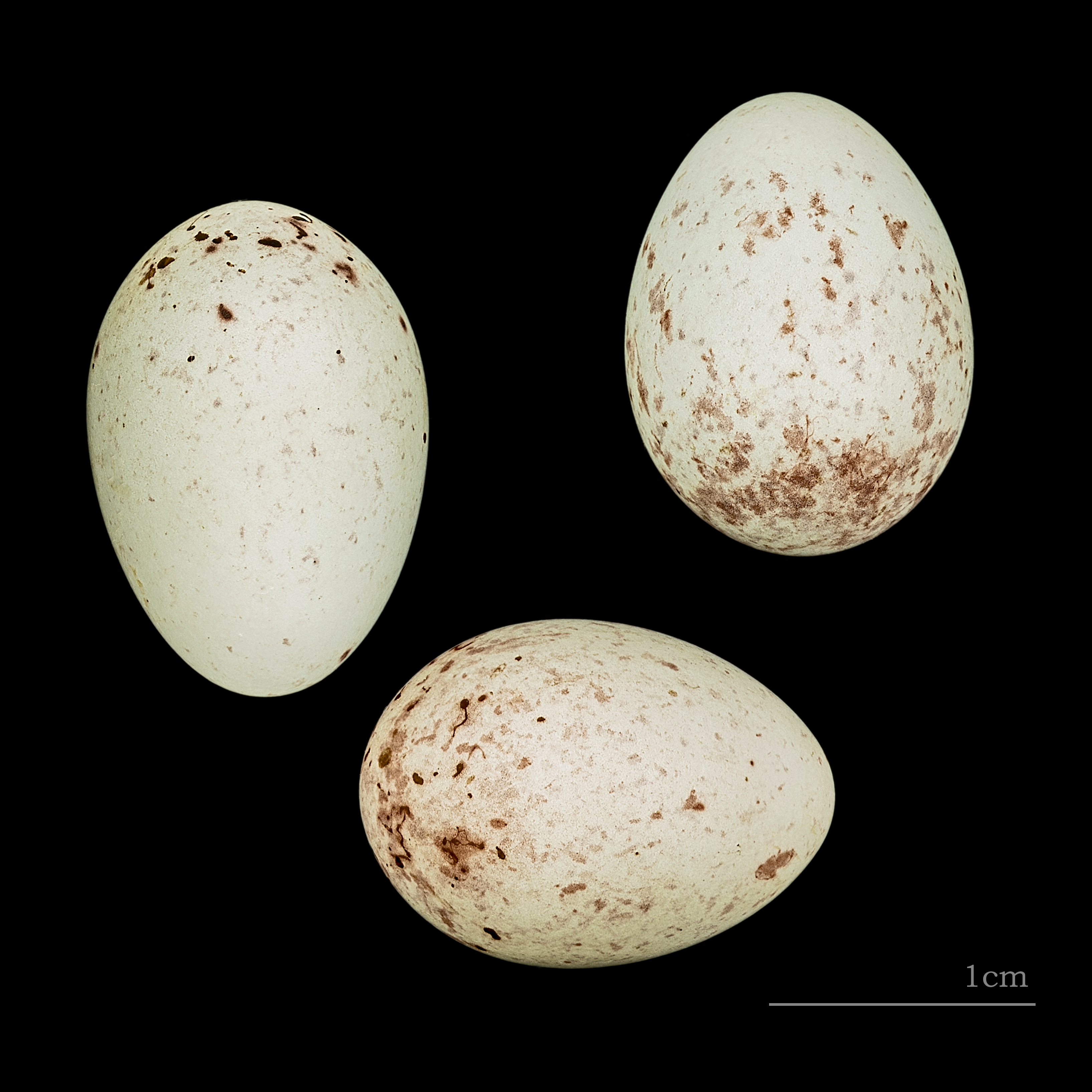
Vejce kanára divokého

Kanár je považován za nejdéle domestikovaného klecního ptáka. Člověk domestikoval jiné druhy ptáků, například kura domácího, sice již tak dávno, že se dnes můžeme jen dohadovat, kdy se to asi stalo, ale to šlo vždy o tvory “užitečné”, neboli jedlé. V klecích člověk držel ptáky také již dávno, avšak získával je vždy jen z přírody. Teprve kanára začal v klecích i odchovávat. Muselo to být výhodné, praktické a výnosné. Tyto podmínky u kanára byly splněny a začala tak vlastně i historie chovatelství ptáků, potažmo i historie ochrany přírody, protože bez odchovů v zajetí by asi kanár ve své domovině nepřežil. Tato historie začíná rokem 1479, kdy Španělé dobyli Kanárské ostrovy. Pro velký zájem byli potom kanáři chováni ve Španělsku, především v klášterech a obchod s nimi byl vázán přísnými pravidly. Samice se nesměly vyvážet, a to dokonce pod trestem smrti. Přesto byl monopol Španělů asi po stu let zlomen. V mnoha publikacích se zmiňuje teorie ztroskotání lodi vezoucí kanáry u břehů Korsiky. Zde se měli kanáři křížit s místními zvonohlíky zahradními. Postupně se tito kříženci měli dostat přes Elbu do Itálie. Podle této teorie by domestikovaní kanáři byli potomky divokých kanárů a zvonohlíků zahradních . Původně se kanáři pěstovali pro svůj zpěv. Za těchto téměř 600 let, kdy je kanár chován v klecích, došlo k jeho velké přeměně. Jeho zpěv se téměř nepodobá zpěvu jeho divokých příbuzných a jeho podoba již vůbec ne. Téměř každé plemeno má svou specifickou historii. Kanárů je nepřeberné množství, a bylo proto nutné zavést nějaký způsob, jak je uspořádat, aby se člověk mohl orientovat

## Chov

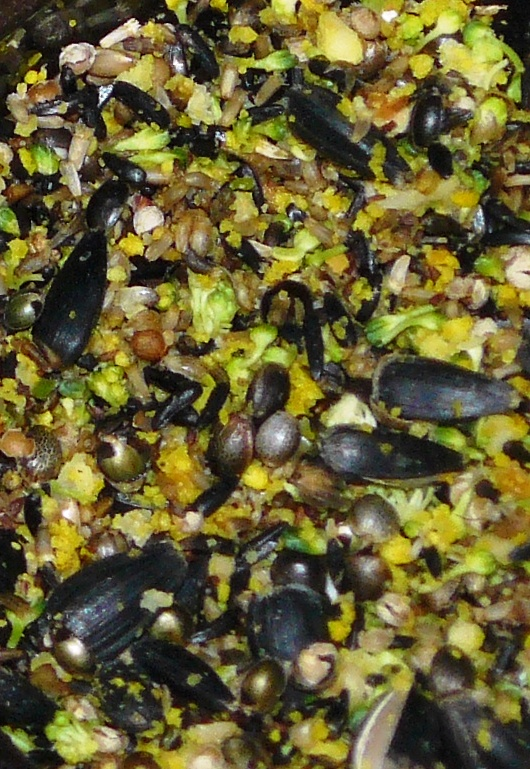
vaječná míchanice

Kanár je v kleci nenáročný chovanec. Používají se (dle možností, vybavení, plemene kanára i názorů chovatelů) nejrůznější metody chovu (voliérový chov, střídavý chov, párový chov nebo chov oddělený). O jejich výhodách a nevýhodách vedou chovatelé sáhodlouhé debaty. Při párovém chovu je minimální rozměr klece pro jeden pár přibližně 50 × 35 × 40. Klece bývají vybaveny několika bidly, krmítky a napáječkami. Výhodná je zásuvka usnadňující čištění. Klasická směs pro krmení kanárů sestává asi ze 30 % řepky, 30 % lesknice, 18 % loupaného ovsa a menších podílů lnu, semence, slunečnice, máku případně dalších zrnin (perila, niger, proso...). Důležité je předkládat také písek s drcenými skořápkami nebo sépiovou kost. V době hnízdění se podávají máčené, klíčené nebo vařené zrniny doplněné vaječnou míchanicí a zeleným krmením (ptačinec, smetánky, brokolice...), ovocem (jablko, banán...) nebo zeleninou (mrkev, salát, sladká paprika...) Ptáky motivuje ke hnízdění délka dne okolo 12–14 hodin a zavěšení umělých hnízd. Samice hnízdo vystýlá nabídnutým materiálem (světlá vlákna, cupovaný papír...) a snáší 3–6 vajec na kterých sedí 13–14 dnů. Vylíhnutá mláďata většinou v hnízdě krmí oba rodiče a samice je hlavně v počátku neustále zahřívá. Mláďata sama začínají přijímat potravu ve stáří 21–24 dnů. Většina chovatelů nechává ptáky hnízdit přibližně 3x za sezonu. V zajetí se kanár dožívá při správném ošetřování asi 10 výjimečně i 14 let .

## Chovatelské směry
Dnes se chov kanárů ubírá čtyřmi základními směry podle toho, proč je vlastně v klecích pěstujeme, zda pro zpěv (zpěvní kanáři), či barvu (barevní kanáři) nebo postavu (postavoví kanáři). Posledním zvláštním chovatelským směrem jsou kříženci kanárů s jinými pěnkavovitými ptáky (nebo i kříženci pěnkavovitých mezi sebou). Ve všech skupinách existuje dále více variací a to jak u zpěvu, tak i u jejich postav. Například nejmenší postavoví kanáři měří 9 cm, největší pak 23 cm. Zdaleka nejvíce variací však najdeme u skupiny kanárů, které pěstujeme pro jejich barvu. Tady došlo dokonce k rozšíření palety barev tak, že se chovatelům podařilo zkřížit jihoamerického čížka ohnivého s kanárem a získat plodné jedince. Tento čížek je totiž červený, zatímco kanár nemá žádné vlohy ukládat červené barvivo ve svém peří. Proto dnes máme i červené kanáry 

## Zpěvní kanáři
Nejstarším chovatelským směrem je chov zpěvných kanárů. Po dlouhou dobu (stovky let) byla u nich prováděna selekce směřující k pěknému, pokud možno dokonalému zpěvu.
- Harcký kanár (Dutopěvec)
- Belgický bublák (Malinois)
- Americký kanár (American Singer)
- Španělský Timbrados

## Barevní kanáři
Barevní kanáři se dále dělí na dvě základní skupiny:

### Melaninoví
Melaninoví kanáři mají stejně jako divoký kanár v peří obsažený nějaký druh barviva melaninu. Ten je ovšem často redukován jednotlivými mutacemi. Melaninové mutace lze prakticky libovolně kombinovat s jednotlivými variantami základní lipochromové barvy. Takže výsledná barva kanára může být například Bíloisabelový-saténový nebo červenočerný-jaspisový. Jednotlivé melaninové mutace mají svou typickou dědičnost (např. recesivní vázané na pohlaví, volně recesivní nebo dominantní).

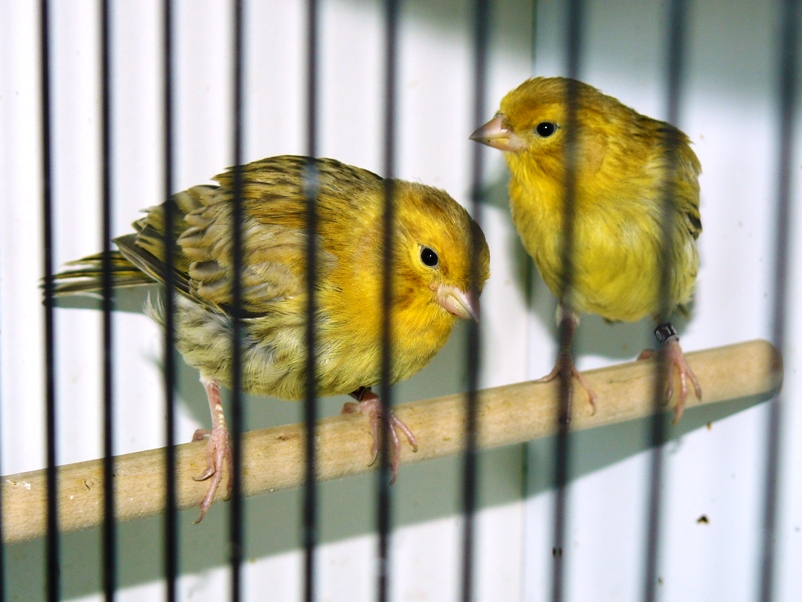
žlutoachátoví kanáři

Klasické řady:
- Černí kanáři
- Hnědí kanáři
- Achátoví kanáři
- Isabeloví kanáři

Neklasický melanin:
- Pasteloví kanáři
- Šedokřídlí kanáři
- Opáloví kanáři
- Phaeo kanáři
- Saténoví kanáři
- Topasoví kanáři
- Eumo kanáři
- Onyxoví kanáři
- Kobaltoví kanáři
- Jaspisoví kanáři

### Lipochromoví

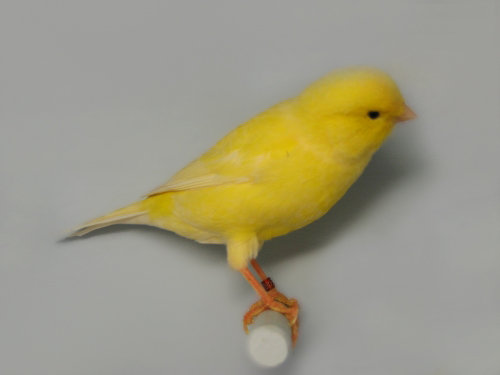
lipochromový kanár

Lipochromoví kanáři nemají ve svém peří žádný melanin a zůstává jim pouze základní barvivo lipochrom, který je u bílých kanárů ještě dále redukován. Ve zpěvu většiny červených kanárů i po desítkách generací zaznívá nepříjemně ostrý (řezavý) nádech, jako pozůstatek po jejich prapředkovi čížkovi ohnivém.
- dominantně bílí
- recesivně bílí
- žlutí
- červení (Kříženci kanára a čížka ohnivého)
- mozaikoví ve dvou typech (Kříženci kanára a čížka ohnivého)
- slonovinově žlutí (slonovinoví)
- slovovinově červení ("růžoví")

Mezi nejnovější mutace patří kanáři červenozobí (rudozobí?)

## Postavoví kanáři
U tohoto chovatelského směru je rozhodující typický tvar postavy nebo charakter a kresba opeření. Zatímco ve Francii, Itálii nebo zemích Beneluxu se chovatelé snažili vytvořit bizarní tvarově neobvyklá plemena, v Británii vznikala uhlazená tvarově dokonalá a často obří plemena postavových kanárů. Postavoví kanáři se opět dělí do několika skupin.

### Postavoví kanáři kadeřaví
- francouzský kadeřavý (Frisé de Frace)
- milánský kadeřavý (Frisé de Milanais)
- padovanský kadeřavý (Frisé de Padouan)
- švýcarský kadeřavý (Frisé de Suisse)
- severní holanďan (Frisé du Nord)
- francouzský trubač (Frisé de Paris)

### Postavoví kanáři postojoví

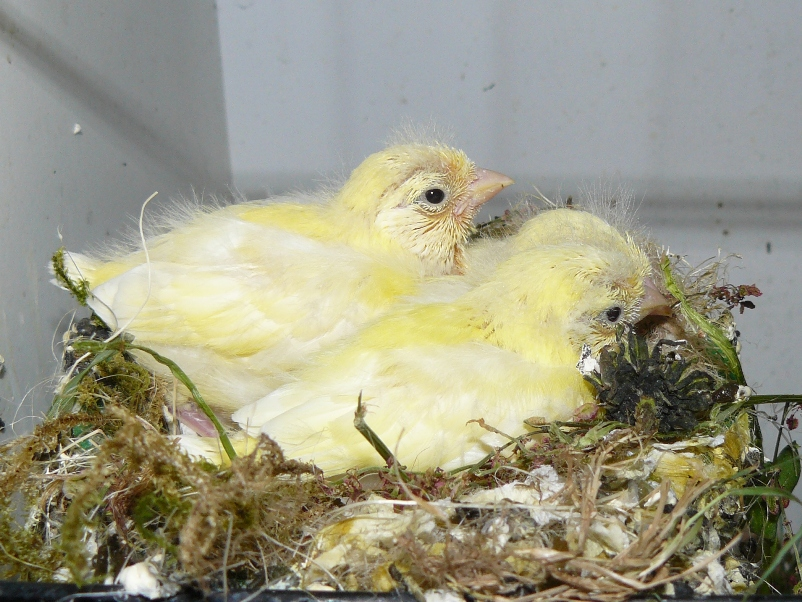
mladí kanáři (Fife Fancy) na hnízdě

- belgický hrbáč (Bossu Belge)
- skotský hrbáč (Scotch Fancy)
- mnichovský hrbáč (Munchester)
- japonský hrbáč (Hoso Japanais)

### Postavoví kanáři vlastní postavoví
- border (Border Fancy)
- fife (Fife Fancy)
- norwich (Norwich plainhead)
- yorkshire (Yorkshire)
- bernský (Bernois)
- španělský postavový (Raza Espagnol)

### Postavoví kanáři chocholatí
- crested chocholatý (Crested)
- gloster chocholatý (Gloster Fancy corona)
- barevný chocholatý (Farben Haubenkanarie)
- lancashire chocholatý (Lancashire coppy)

### Postavoví kanáři kreslení (Lizardi)
- Lizard
- vyhynulé plemeno London Fancy

## Kříženci
Oblíbenou chovatelskou disciplínou je chov kříženců kanára s dalšími pěnkavovitými ptáky. Nejsnadnější je křížení kanáří samičky s čížkem lesním nebo stehlíkem obecným. Obtížnější jsou kříženci s dalšími pěnkavovitými ptáky nebo křížení kanářích samců se samicemi pěnkavovitých ptáků. Kříženci jsou ceněni pro neobvyklý vzhled, vybarvení nebo zpěv.